# NHK栗駒沼倉テレビ中継局
NHK栗駒沼倉テレビ中継局（エヌエイチケイくりこまぬまくらテレビちゅうけいきょく）は、宮城県栗原市の旧栗駒町地域に置かれていたNHK仙台放送局のテレビ中継局。

## 所在地
- 栗原市栗駒沼倉日照田

## 中継局概要

### アナログテレビ
| 放送局名          | チャンネル | 空中線電力        | ERP                | 放送対象地域 | 放送区域内世帯数 |
| NHK仙台総合テレビ | 59ch       | 映像1W /音声250mW | 映像9.8W /音声2.4W | 宮城県       | 不明             |
| NHK仙台教育テレビ | 61ch       | 映像1W /音声250mW | 映像9.8W /音声2.4W | 全国         | 不明             |

- 偏波面は、水平偏波送信。
- 当初、全国一斉の2011年7月24日で廃局となる予定だったが、同年3月11日に発生した東日本大震災の影響により、アナログ波停波が、2012年3月31日まで延期された。

### デジタルテレビ
- 非該当

## 放送エリアなど
- 仙台本局からの電波が届きにくい栗原市・旧栗駒町域の駒ノ湯地区をカバーしている。但し在仙民放局は当地に中継局を置いておらず、周辺局を受信。